# Daniel Sandoz
Daniel Sandoz (* 7. Februar 1961 in La Chaux-du-Milieu) ist ein ehemaliger Schweizer Skilangläufer.

## Werdegang
Sandoz, der für den SC Le Locle und den SC Saignelégier startete, nahm bis 1981 an Juniorenrennen teil. Dabei siegte er im Januar 1981 in Furtwangen über 15 km. In der Saison 1981/82 triumphierte er beim Nachtstaffellauf in Furtwangen zusammen mit Joos Ambühl und belegte bei den Schweizer Meisterschaften 1982 mit der Staffel den fünften Platz. Im folgenden Jahr wurde er bei den Schweizer Meisterschaften Neunter über 50 km, Fünfter über 15 km und jeweils Vierter über 30 km und mit der Staffel. Nach Platz eins über 30 km in Oberwald und über 15 km in La Sagne zu Beginn der Saison 1983/84 errang er bei den Schweizer Meisterschaften 1984 in Saint-Imier den neunten Platz über 30 km und den vierten Platz mit der Staffel und siegte in La Chaux-de-Fonds zusammen mit Markus Fähndrich. Er wurde daraufhin für die Olympischen Winterspiele 1984 in Sarajevo nominiert, wo er den 46. Platz über 30 km belegte. Nach der Saison 1983/84 wechselte er zum SC Saignelégier, triumphierte in der Saison 1984/85 in Furtwangen zusammen mit Konrad Hallenbarter und holte beim Weltcup in Oslo mit dem zweiten Platz mit der Staffel seine einzige Podestplatzierung im Weltcup. Bei den Schweizer Meisterschaften 1985 in Einsiedeln lief er auf den siebten Platz über 15 km und jeweils auf den vierten Rang über 30 km sowie 50 km und bei den nordischen Skiweltmeisterschaften 1985 in Seefeld in Tirol auf den 28. Platz über 30 km. Ende März 1985 wurde er bei der Schweizer Langlauf-Woche Zweiter in der Gesamtwertung. Zu Beginn der Saison 1985/86 holte er in Bibawik mit dem 15. Platz über 30 km seinen ersten und einzigen Weltcuppunkt. Im weiteren Saisonverlauf gewann er bei den Schweizer Meisterschaften 1986 in Trun über 50 km seinen einzigen Meistertitel. Zudem kam er dort auf den siebten Platz über 15 km, auf den vierten Rang über 30 km und auf den dritten Platz mit der Staffel. In der Saison 1986/87 siegte er beim Zermatter Nachtlanglauf zusammen mit Battista Bovisi und gewann bei den Schweizer Meisterschaften 1987 in Blonay Bronze mit der Staffel und Silber über 50 km Freistil. Beim Saisonhöhepunkt, den nordischen Skiweltmeisterschaften 1987 in Oberstdorf, nahm er am 50-km-Lauf teil, den er aber vorzeitig beendete. Im März 1988 gewann er den Marathon in Les Rasses und den Engadin Skimarathon. Nachdem er nicht mehr für das A-Kader der Saison 1987/88 berücksichtigt worden war, nahm er an Volkslangläufen und nationalen Rennen teil. Dabei gewann er in der Saison 1987/88 den Tauern-Marathon über 33 km und erneut den Marathon in Les Rasses. In der folgenden Saison triumphierte er beim Nachtlanglauf Im Fang und belegte beim Transjurassienne den zweiten Platz. In der Saison 1991/92 wurde er Gesamtsieger bei der Greyerzer Langlauf-Woche und gewann zum zweiten Mal, diesmal zeitgleich mit Silvano Barco, den Engadin Skimarathon. Im Januar 1994 gewann er nach 1987, 1991 und 1992 zum vierten Mal den Surselva-Marathon.

## Teilnahmen an Weltmeisterschaften und Olympischen Winterspielen

### Olympische Winterspiele
- 1984 Sarajevo: 46. Platz 30 km

### Nordische Skiweltmeisterschaften
- 1985 Seefeld in Tirol: 28. Platz 30 km
- 1987 Oberstdorf: DNF 50 km